# Knud Knudsen (Bildhauer)

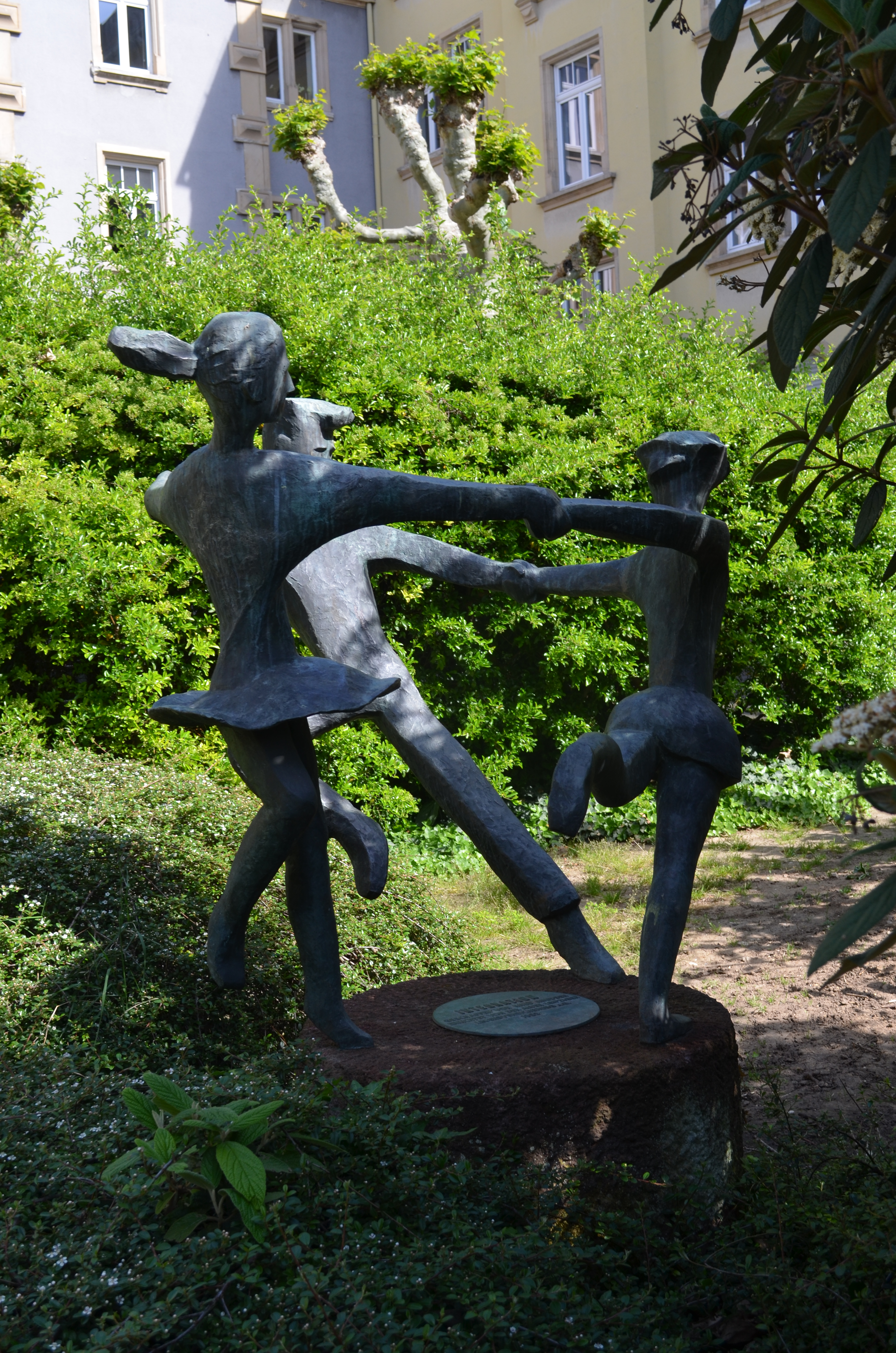
Figurengruppe "Integration", Dorfelder Straße, Frankfurt/M. (1988)

Knud Knudsen, auch Knud Christian Knudsen (* 16. Januar 1916 in Berlin; † 19. März 1998 in Bad Nauheim) war ein deutscher Bildhauer, Verleger und Autor.

## Leben
Knudsen war Sohn des Theaterwissenschaftlers Hans Knudsen. Er studierte von 1935 bis 1941 an der Berliner Universität Zeitungswissenschaften und Kunstgeschichte bis zur Promotion. Parallel zum Studium machte er eine Ausbildung zum Pressezeichner. 1938 arbeitete er als solcher für die amtliche Zeitung der NSDAP im Gau Sachsen „Der Freiheitskampf“. Im Zweiten Weltkrieg wurde er von 1940 bis 1945 als Kriegszeichner eingesetzt.
Sein Christian Verlag hatte zuerst den Sitz in Berlin-Wilmersdorf und zog 1949 nach Bad Nauheim, wo Knudsen künftig hauptsächlich lebte und arbeitete. Er verlegte im Rahmen der Reeducation der westlichen Alliierten zunächst Bücher, in denen die Ansichten der Sieger zu verschiedenen Lebensbereichen dargelegt wurden, sowie Schilderungen der USA und Großbritanniens. 1949 wurde er der erste Mitarbeiter und Literarischer Direktor des gegründeten Deutschen Koordinierungsrats der Gesellschaften für Christlich-Jüdische Zusammenarbeit.
In den Folgejahren arbeitete Knudsen als freier Bildhauer, ab 1954 auch in seinem Sommersitz auf Ibiza. Er hielt im In- und Ausland Vorlesungen. Seine Werke stehen oft im Öffentlichen Raum.
Verheiratet war Knudsen mit Doris, geb. Formella, die seinen Verlag bis 1978 weiterführte.

## Werke
in Frankfurt am Main

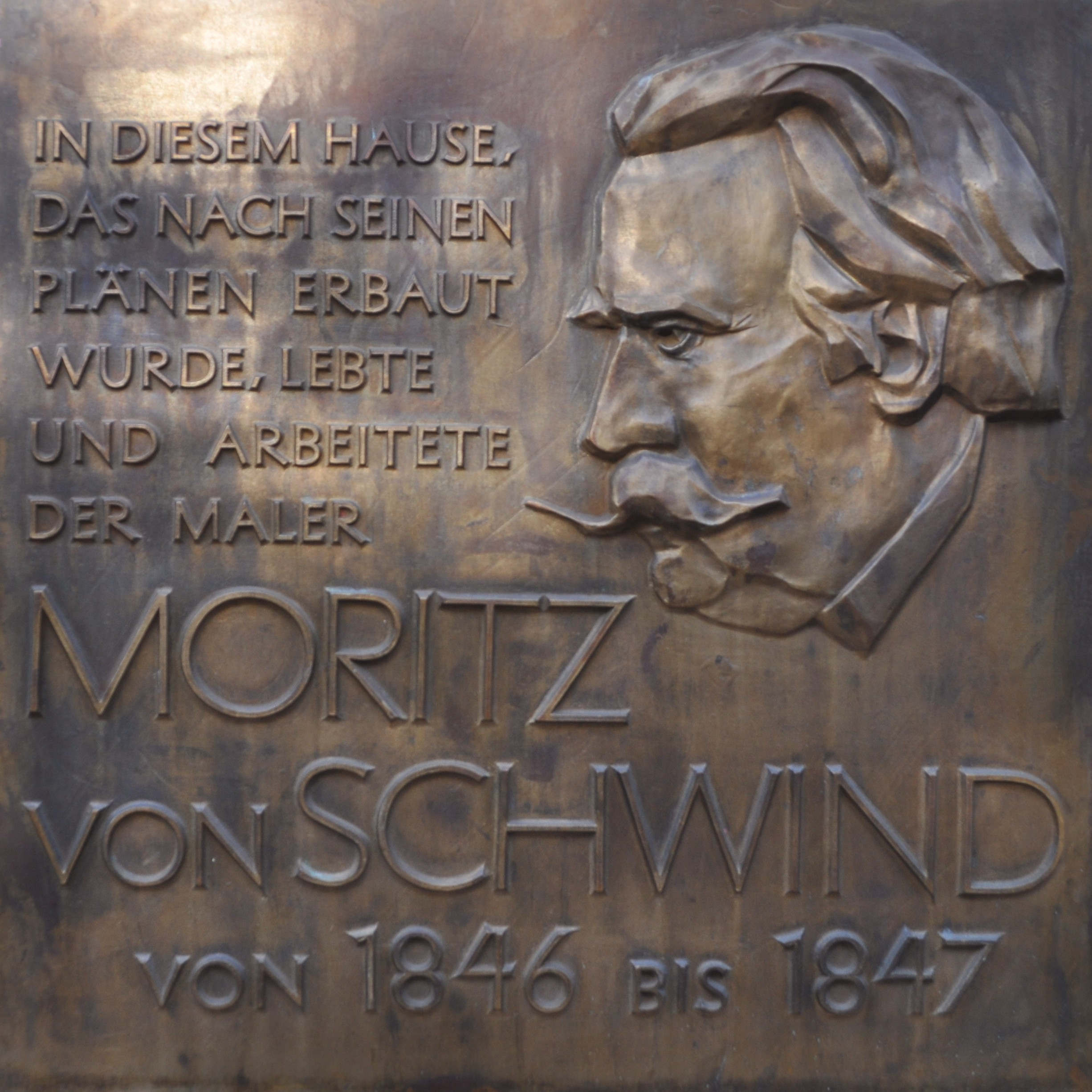
Moritz-von-Schwind-Gedenktafel, Bockenheimer Anlage 3, Frankfurt/M.

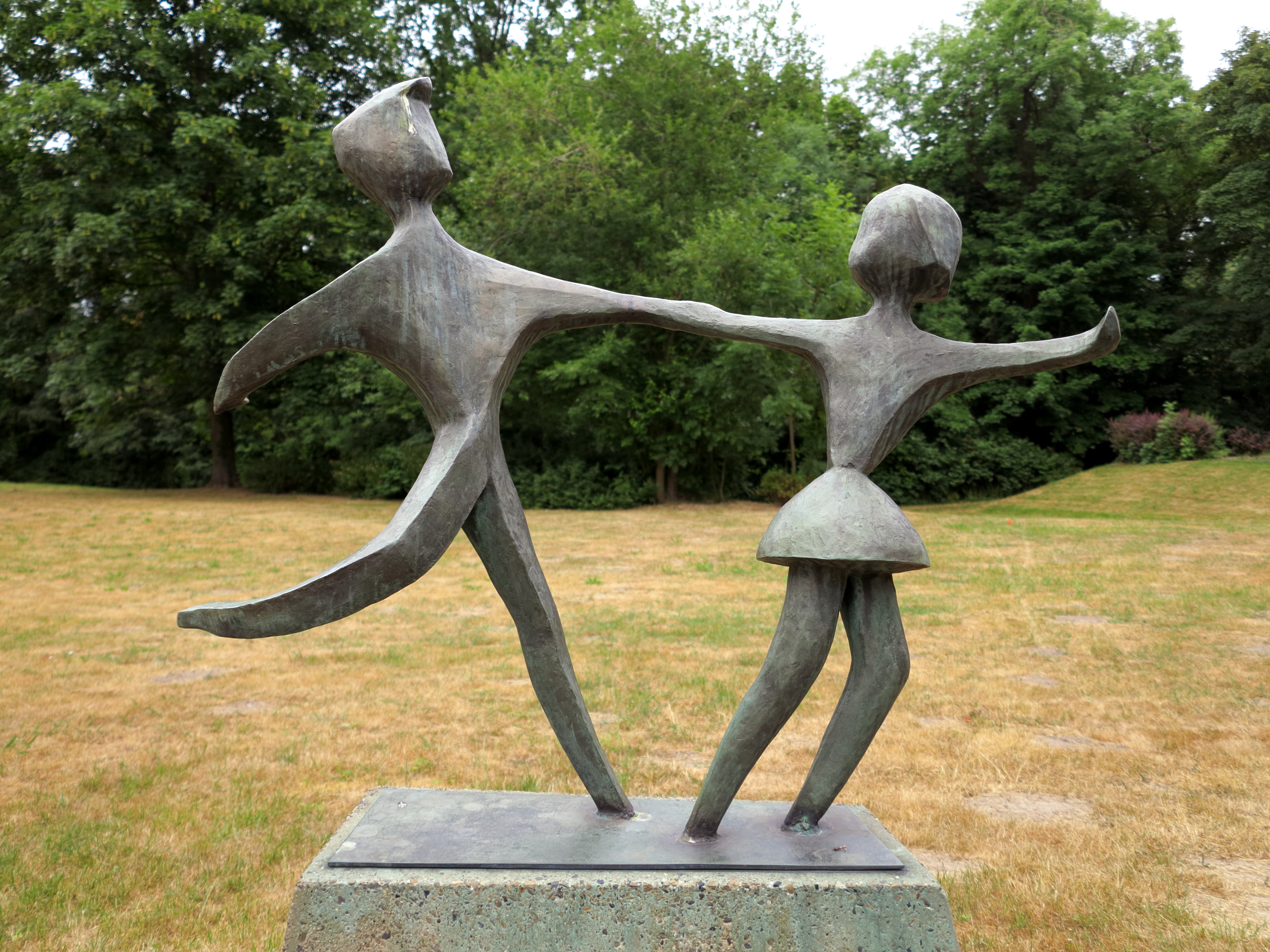
Bronze-Plastik im Park des Klinikums Holwedestraße, Braunschweig.

- 1957: Joachim Gottschalk-Büste, zur Zeit vom Kulturamt Frankfurt am Main verwahrt, ab 2014 im Foyer des Schauspiels Frankfurt[3].
- 1963: John Gläser-Büste, dito.[4]
- 1960er: Kruzifix über dem Altar der Lutherkirche in Frankfurt am Main.
- 1961: Kruzifix und Relief am Südportal der Erlöserkirche, Frankfurt am Main.
- 1966: Max Horkheimer-Porträtbüste in der Stadt- und Universitätsbibliothek Frankfurt am Main.
- 1966: Heuss-Porträtrelief an der Paulskirche.
- 1967: Moritz von Schwind-Gedenktafel in der Bockenheimer Anlage 3.
- 1978: Georg-August Zinn-Relief an der Paulskirche.
- 1978: Otto Hahn-Büste am Platz des früheren Wohnhauses in der Ziegelgasse (heute Kleinmarkthalle).

andere Orte
- 1958: Bronzefigur einer knienden Frau auf einem Sandsteinsockel in der Gedenkstätte für die Toten des Zweiten Weltkriegs, Bad Nauheim, Kernstadtfriedhof.
- 1950er: Büste Adolf Reichwein, im Rathaus Schmargendorf, Berlin.
- 1963: Bronzebüste John F. Kennedy im Kennedy-Haus, Darmstadt.
- 2005: Strumpfdenkmal/Strolchdenkmal in Lauterbach (Hessen).
- 1969: Immanuel-Kant-Denkmal, Immanuel-Kant-Schule, Rüsselsheim
- 1952: Bronzebüste Ferdinand Porsche im Schillerpark (heute vor dem Rathaus), Wolfsburg.

## Veröffentlichungen
- als Herausgeber: Welt ohne Hass: Führende Wissenschaftler nehmen Stellung zu brennenden deutschen Problemen. Christian Verlag, Berlin/Hamburg/Stuttgart 1950.
- als Übersetzer und Herausgeber und mit Erläuterungen versehen: Gordon W. Allport: Treibjagd auf Sündenböcke. Christian Verlag, Bad Nauheim 1951.
- Die zwölf Temperamente. Eine Figurenreihe zur Selbsterkenntnis und Beurteilung anderer. Thiemig, München 1969.
- Vorbilder, Zeitbilder, Sinnbilder: Begegnungen mit Menschen und Problemen. Thiemig, München 1974, ISBN 3-521-04043-7.